# Scort Som
Scort Som é uma banda de lambadão mato-grossense. O grupo tem mais de 25 anos de carreira e costuma apresentar-se em diferentes tipos de eventos, bem como a Semana de Mato Grosso que celebra o aniversário do estado, casas noturnas, projetos sociais, festivais musicais e até velórios.